# 丁抒
丁抒，中国男作家，祖籍江苏东台，中国大陆当代史专家，持不同政见者。

## 经历
- 抗战胜利后随家人迁居上海。
- 1962年进入清华大学。
- 1968年赴安徽丹阳湖农场劳动。
- 1970年赴辽宁，任职某研究所。
- 1979年进入中国科学院研究生院。
- 1980年赴美国，进入纽约市立大学研究所，毕业后以授课为业，余暇研究中国当代史。
- 1990年到诺曼岱尔大学授课。[1][2]
- 2016年退休诺曼岱尔大学。[來源請求]

## 著作
- 《人禍:“大跃进”与大饥荒》1991年 九十年代杂志社 ISBN 9789627174202；書中描写中国大陆大跃进时期所发生的事及毛泽东的言行等，書中的大跃进饿死人数字有争议[3][4][5]。
- 《阳谋:“反右”前后》1991年 九十年代杂志社 ISBN 9789627174196
- 《五十年后重评“反右”: 中国当代知识分子的命运》2007年 香港田园书屋 ISBN 9789623390699
- 《大跃进:大饥荒》2009年6月 香港田园书屋 ISBN 9789623390811